# Benjaminia fumigator
Benjaminia fumigator är en stekelart som beskrevs av Aubert 1971. Benjaminia fumigator ingår i släktet Benjaminia och familjen brokparasitsteklar. Inga underarter finns listade.